# Seznam simfoničnih orkestrov
Seznam najbolj znanih in pomembnih simfoničnih orkestrov.
ime (mesto, leto ustanovitve)
- Akademija sv. Cecilije (Rim, 1895)
- Akademija sv. Martina v polju (London, 1959)
- Berlinski filharmonični orkester (Berlin, 1882)
- Bostonski simfonični orkester (Boston, 1881)
- Chicaški simfonični orkester (Chicago, 1891)
- Clevelandski simfonični orkester (Cleveland, 1918)
- Concertgebouw (Amsterdam, 1888)
- Češka filharmonija (Praga, 1894)
- Državna kapela (Dresden, 1923)
- Danski nacionalni radijski simfonični orkester (København, 1925)
- Dunajski filharmoniki (Dunaj, 1842)
- Dunajski simfonični orkester (Dunaj, 1900)
- Francoski nacionalni orkester (Pariz, 1934)
- Haaški filharmonični orkester (Haag, 1904)
- Izraelska filharmonija (Tel Aviv, 1936)
- Kraljevski filharmonični orkester (London, 1946)
- La Scala (Milano, 1778)
- Londonski filharmonični orkester (London, 1904)
- Losangeleški filharmonični orkester (Los Angeles, 1919)
- Madžarska filharmonija (Budimpešta, 1867)
- Madžarski državni simfonični orkester (Budimpešta, 1923)
- Moskovska filharmonija (Moskva, 1833)
- Münchenska filharmonija (München, 1893)
- Nacionalni simfonični orkester (Washington, 1931)
- Newyorška filharmonija (New York, 1842)
- Orkester Gewandhaus (Leipzig, 1781)
- Orkester Mozarteum (Salzburg, 1922)
- Orkester romanske Švice (Ženeva, 1918)
- Orkester Tonhalle (Zürich, 1868)
- Pittsburški simfonični orkester (Pittsburgh, 1926)
- Romunska filharmonija (Bukarešta, 1834)
- Sanktpeterburški filharmonični orkester (Sankt Peterburg, 1882)
- Simfonični orkester BBC (London, 1930)
- Simfonični orkester iz San Francisca (San Francisco, 1911)
- Simfonični orkester RTV Slovenija (Ljubljana, 1955)
- Slovenska filharmonija (Ljubljana, 1908)
- Stockholmski filharmonični orkester (Stockholm, 1902)
- Varšavski filharmonični orkester (Varšava, 1901)
- Zagrebška filharmonija (Zagreb, 1919)